# Horn (Adelsgeschlecht, 1772)

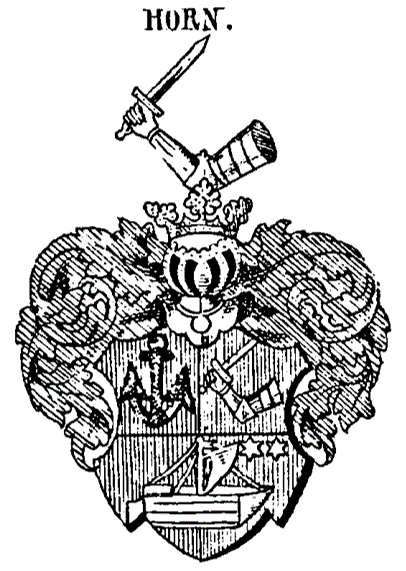
Wappen derer von Horn (1772)

Horn ist der Name eines preußischen Briefadelsgeschlechts.
Die Familie ist zu unterscheiden von einer Vielzahl anderer Geschlechter namens Horn (siehe Liste der Adelsgeschlechter namens Horn).

## Geschichte
Das Geschlecht erhielt mit Johann Christian (von) Horn (1722–1797), Premierleutnant im Husarenregiment von Möhring, am 1. September 1772 in Berlin den preußischen Adelsstand verliehen. Johann Christian hatte sich in den schlesischen Feldzügen durch persönliche Tapferkeit die Gunst Friedrich II. erworben. Er war Feuerbürgermeister von Greiffenberg in Schlesien und verheiratet mit Maria Rosina Becker (1724–1794). Die Eheleute hatten fünf Kinder:
- Ludwig Friedrich von Horn (1751–1820), königlich-preußischer Major a. D. ⚭ N. N.
- Friederike Luise von Horn (* 1753) ⚭ N. N. Kluge, Stadtsyndikus in Greiffenberg
- Johann Samuel von Horn (1755–1832), königlich-preußischer Rittmeister a. D.
- Friedrich von Horn (* 1756)
- Heinrich Wilhelm von Horn (1762–1829), preußischer Generalleutnant und kommandierender General des VII. Armee-Korps

Heinrich Wilhelm von Horn war in erster Ehe mit Wilhelmine von Holwede († 1793) verheiratet. In zweiter Ehe heiratete er 1796 Regine Marie Elisabeth Wilhelmine von Raabe (1760–1800). In dritter Ehe war er ab 1803 mit Henriette Konstantia Sidonie Marianne von Blankenstein (1781–1846) verheiratet. Aus erster Ehe entstammte eine Tochter namens Wilhelmine Karoline Auguste von Horn (1793–1816). Aus zweiter Ehe stammten:
- Rudolf von Horn (General, 1798) (1798–1863), preußischer Generalleutnant. Dieser heiratete 1827 Berta Renate von Reckow (1799–1845). Aus der entstanden vier Kinder:
  - Rudolf von Horn (General, 1833) (1833–1905), preußischer Generalmajor. Dieser vermählte sich 1862 mit Ida (Ada) Großer (* 1840). Die Eheleute hatten sechs Kinder:
    - Friedrich Wilhelm Rudolf von Horn (* 1863), königlich-preußischer Hauptmann a. D.
    - Friedrich Wilhelm Hans von Horn (* 1865), königlich-preußischer Oberstleutnant, ⚭ 1896 mit Marie Luise geb. von Cölln (geschiedene Philipp) (* 1868)
    - Rudolf von Horn (General, 1866) (1866–1934), General der Artillerie und Präsident des Kyffhäuserbundes, ⚭ 1905 Dorothea Marie Auguste Berta Gräfin von der Groeben (* 1884)
    - Friedrich Wilhelm Kuno von Horn (1868–1911), königlich-preußischer Hauptmann a. D.
    - Friedrich Wilhelm Horst von Horn (* 1872) ⚭ Mita Gaetjens
    - Josephine Margarete Gertrud von Horn (* 1875) ⚭ N. N. Frank

  - Karl Wilhelm von Horn († 1874)
  - Thekla von Horn († 1879) ⚭ N. N. Deutsch, Major
  - Ida von Horn († 1899) ⚭ N. N. von Asmuth, Oberst

Aus der dritten Ehe wiederum stammen drei Kinder:
- Adolfine Henriette Amalie Ludowika von Horn (* 1803) ⚭ N. N. von Schlegel, Hauptmann
- Albertine Henriette Josefine Marianne von Horn (1808–1818/9)
- eine weitere Tochter

Ob das Geschlecht noch blüht, ist nicht bekannt.

## Persönlichkeiten

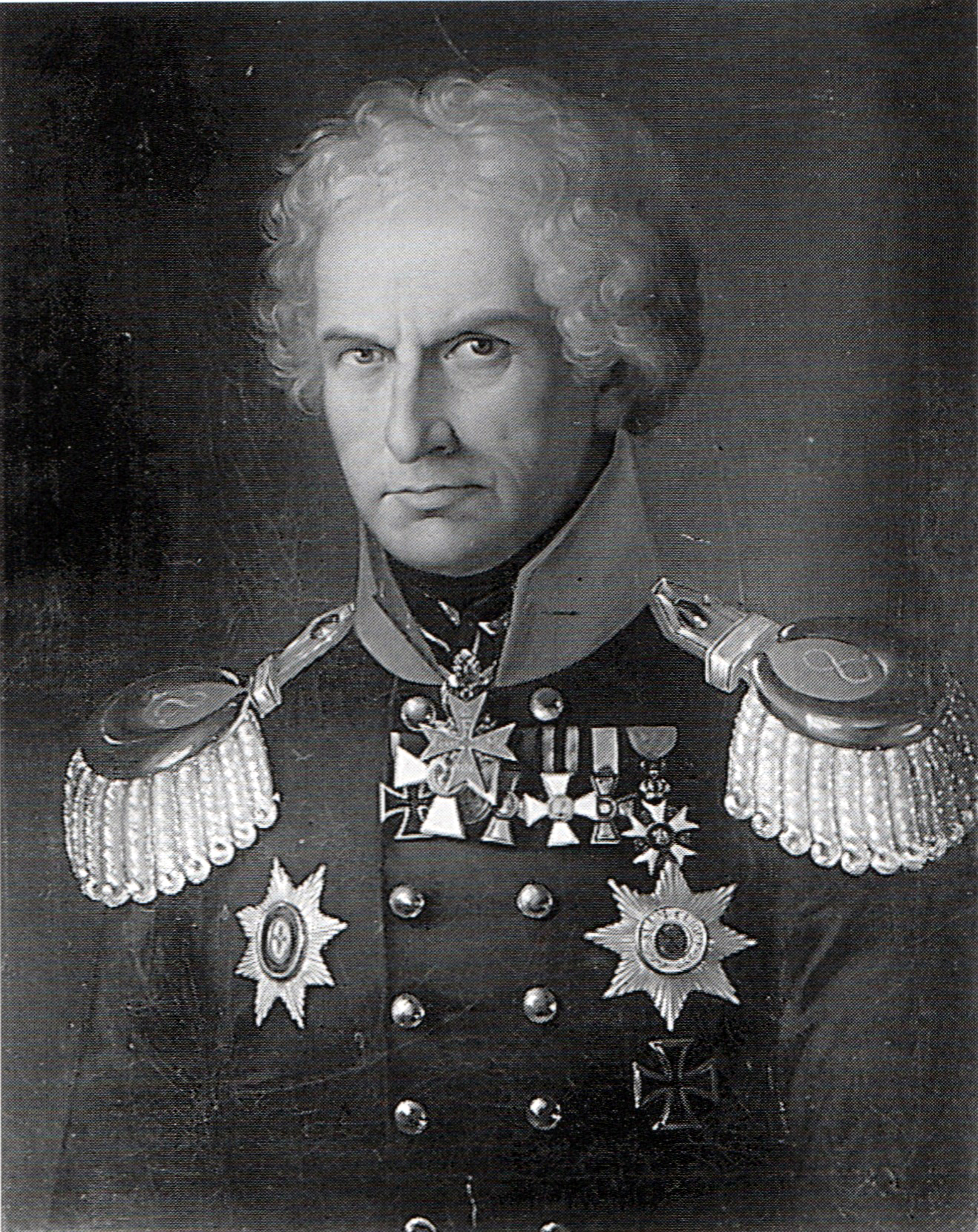
Heinrich Wilhelm von Horn (1762–1829)

- Heinrich Wilhelm von Horn (1762–1829), preußischer Generalleutnant
- Rudolf von Horn (General, 1798) (1798–1863), preußischer Generalleutnant
- Rudolf von Horn (General, 1833) (1833–1905), preußischer Generalmajor
- Rudolf von Horn (General, 1866) (1866–1934), General der Artillerie und Präsident des Kyffhäuserbundes

## Wappen
- Blasonierung des Wappens von 1772: Geteilt und oben gespalten. Oben rechts in Rot ein schwarzer Anker, oben links in Rot ein geharnischter Schwertarm, unten in Rot ein links von zwei silbernen Sternen beseitetes silbernes Schiff. Auf dem gekrönten Helm mit grünen Helmdecken der Arm.[2]